# Departamento de Cundinamarca (Gran Colombia)
El departamento de Cundinamarca fue una subdivisión administrativa de la Gran Colombia ubicada en la región central de la actual Colombia. Fue creado en 1819 e incluía la mayor parte del territorio de lo que era el antiguo Virreinato de la Nueva Granada, que junto con los departamentos de Ecuador y de Venezuela formaba el territorio de la Gran Colombia.

## Historia

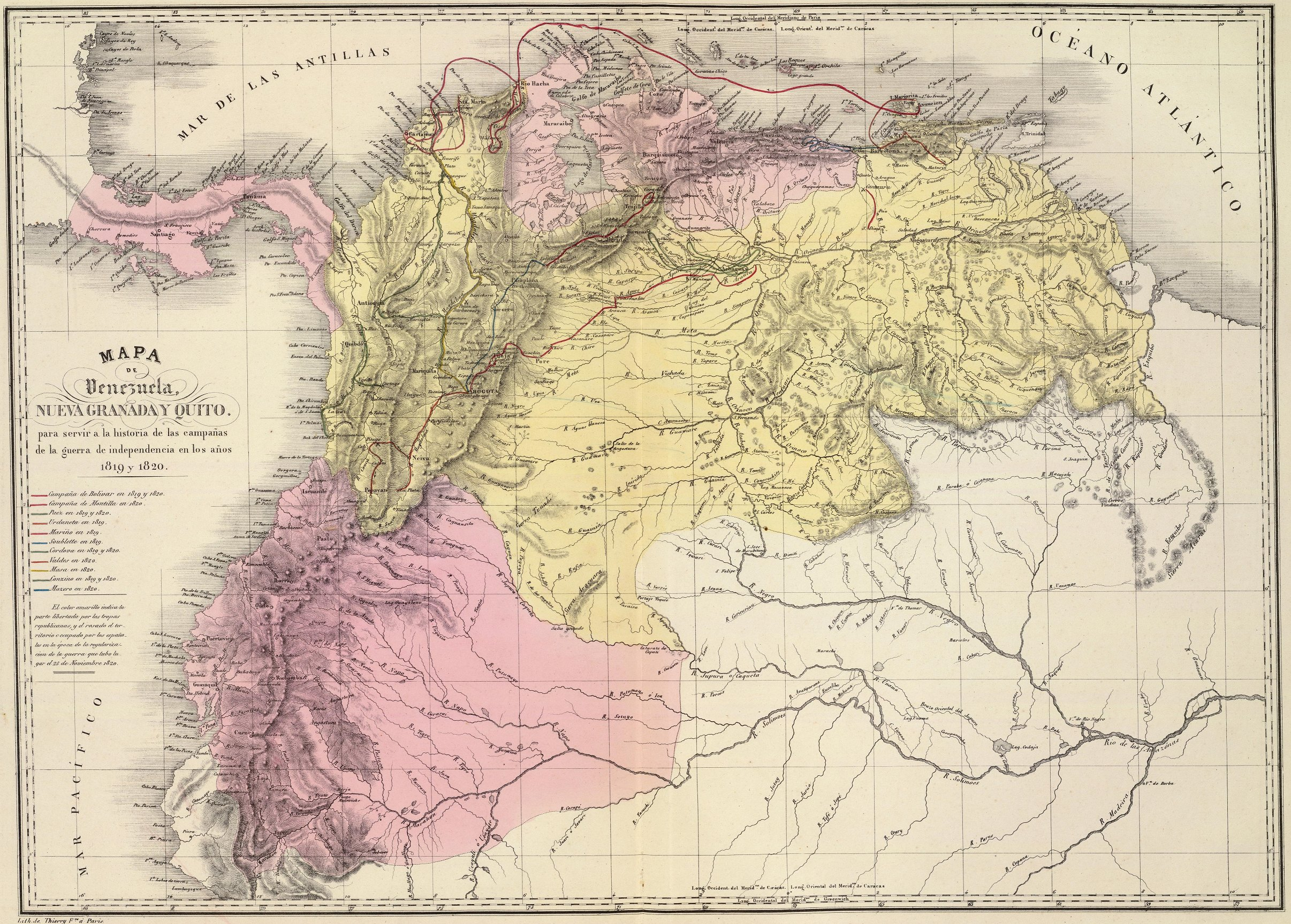
Venezuela y Nueva Granada entre 1819 y 1820. En rojo los territorios en poder de las fuerzas españolas. En amarillo los territorios independientes.

En 1820, se hallaban en poder de los españoles todo el departamento de Quito, el centro-norte de Venezuela y las regiones de Cartagena de Indias y Santa Marta. En diciembre de 1821 asume el gobernador Estanislao Vergara y Sanz de Santamaría, nombrado por el vicepresidente Francisco de Paula Santander hasta abril de 1823.
En 1824, se produce una nueva reorganización que crea los departamentos de Boyacá, Magdalena y Cauca a partir del de Cundinamarca. Con estos cambios el departamento de Cundinamarca se reduce a ocupar el territorio central de la Nueva Granada.
Con la creación de las jurisdicciones judiciales, el antiguo territorio del departamento de Cundinamarca pasaría en materia judicial a denominarse Distrito del Centro.

## Divisiones administrativas

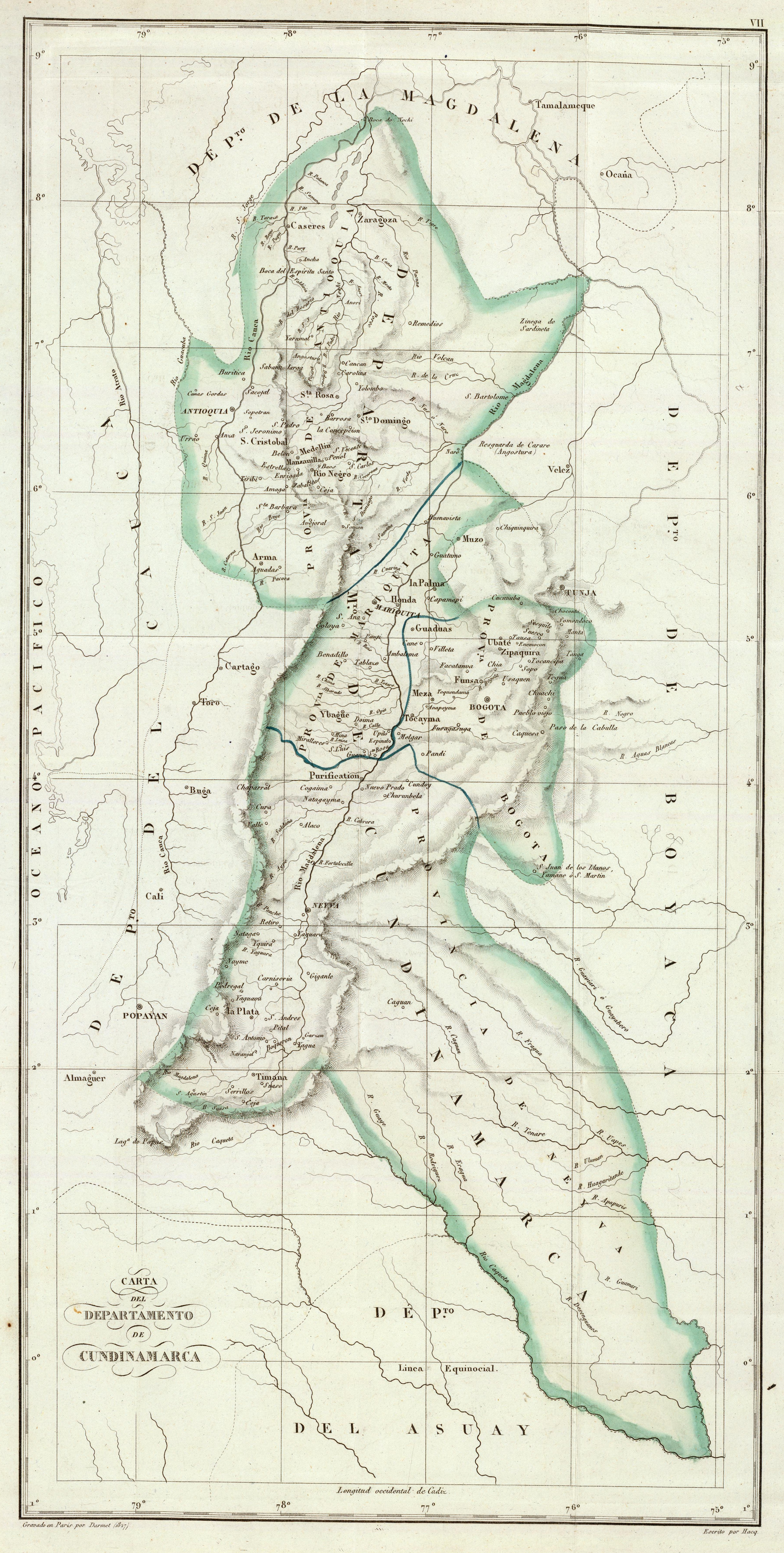
Carta del departamento de Cundinamarca y sus divisiones administrativas en 1827.

El departamento se subdividía en provincias y estas en cantones. La capital departamental era Bogotá. De acuerdo a las leyes de la Gran Colombia, a la cabeza del gobierno civil del departamento se hallaba un Intendente y la autoridad militar estaba representada por el comandante general.
En 1819 el departamento comprendía todo lo que en la actualidad es Colombia. Posteriormente a 1821 le fueron desprendidos territorios para formar nuevas entidades y el departamento fue subdividido en provincias. En 1824 por medio de la Ley de División Territorial de la República de Colombia, dictada en Cúcuta, le era asignado al departamento el territorio central del antiguo Nuevo Reino de Granada, igualmente se mantendría la jurisdicción judicial llamada Distrito del Centro creada el 12 de octubre de 1821, que correspondía a los departamentos de Boyacá, Cauca, Cundinamarca y Magdalena. Dicha ley subdividía al nuevo departamento de la siguiente forma:
- Provincia de Antioquia. Capital: Santa Fe de Antioquia. Cantones: Antioquia, Medellín, Rionegro, Marinilla, Santa Rosa de Osos y Nordeste (Remedios).
- Provincia de Bogotá. Capital: Bogotá. Cantones: Bogotá, Funza, La Mesa, Tocaima, Fusagasugá, Cáqueza, San Martín, Zipaquirá, Ubaté, Chocontá y Guaduas.
- Provincia de Mariquita. Capital: Honda. Cantones: Honda, Mariquita, Ibagué y La Palma.
- Provincia de Neiva. Capital: Neiva. Cantones: Neiva, La Plata, Purificación y Timaná.